# Machaerina ensifolia
Machaerina ensifolia là loài thực vật có hoa trong họ Cói. Loài này được (Boeckeler) T.Koyama mô tả khoa học đầu tiên năm 1956.